# Falsa dicotomia
Falsa dicotomia (chiamata anche falso dilemma o, in modo molto più informale, pensare solo bianco o nero) è un tipo di fallacia che consiste nel presentare due soluzioni alternative a un problema, come se fossero le uniche possibili fra cui scegliere, quando, in realtà, ne esistono delle altre od elementi dell'una si possono mescolare all'altra.
Viene spesso utilizzata intenzionalmente, come strategia retorica, per forzare una scelta (O con noi, o contro di noi), attraverso l'accidentale omissione di opzioni aggiuntive oppure, più in generale, come espressione di un modello della realtà, o di un paradigma, incapace di descrivere scenari alternativi.
Trova largo uso come espediente retorico nelle orazioni politiche o nelle invettive al fine di indirizzare e forzare una scelta in base al proprio favore, utilizzando domande retoriche. Per esempio, affermazioni come "Sei con noi o con i terroristi?" oppure "Siete contrari a questa liberalizzazione: proponete alternative a un mercato capitalistico? Voi volete instaurare un sistema sovietico!" o ancora "Non sei femminista? Allora sei maschilista!" rappresentano esempi di applicazione di questa fallacia.